# Шестикнижжя
Шестикнижжя — (грец. Ἑξάτευχος — Хексатойхос, букв. «шестикнижжя») двоскладне слово, складене з грецьких слів грец. ἕξ — шість та грец. τεῦχος — посудина, том книги). Під Шестикнижжям дослідники Біблії мають на увазі шість книг Старого завіту — П'ятикнижжя та Книгу Ісуса Навина.
Назву і поняття Шестикнижжя особливо стало уживатися після робіт Юліуса Велльгаузенау 1876 році, проте воно вже було використане у роботах Ебергарда Шрадера. Поняття Шестикнижжя утворене за зразком П'ятикнижжя. Слідом за роботами Айхгорна, де Ветте, Графа, Кюнена, Ньольдеке, Коленсо та інших, у своїй праці нім. Prolegomena zur Geschichte Israels Юліус Велльгаузен запропонував, що Книга Ісуса Навина представляє частину північного  джерела Ягвіста (близько 950 р. до н.е) та відділена Девтерономістом бл. 650—621 до н. е. і включена до джерела Девтерономіста книгами Суддів, Царів і Самуїла. У біблійних дослідженнях науковці прослідковують літературні зв'язки із книгами Буття та Ісуса Навина. Так у Нав. 24 [Архівовано 31 жовтня 2020 у Wayback Machine.] розгядається звершенням обов'язку накладеного у Бт. 50 [Архівовано 11 травня 2020 у Wayback Machine.]. Також Книга Ісуса Навина наголошує на безперервності очільників від Мойсея до Ісуса Навина. Крім того, тема Книги Ісуса Навина та виконання Божої обіцянки привести ізраїльтян в Обітовану землю, доповнює тематичний матеріал П'ятикнижжя, яке закінчилося тоді, коли ізраїльтяни були на межі Обітованої землі та були готові увійти до неї.